# Bescheid (Mechernich)
Bescheid ist mit nicht einmal 20 Einwohnern der kleinste Stadtteil von Mechernich, Kreis Euskirchen, Nordrhein-Westfalen.
Das Dorf liegt etwa südlich von Bleibuir, wo sich auch die gemeinsame Kirche befindet. Die Bebauung von Bescheid geht nahtlos in die von Wielspütz über.
Das Dorf soll der Legende nach im Mittelalter ein größeres Dorf mit über 300 Einwohnern gewesen und durch einen Brand verwüstet worden sein.
Die VRS-Buslinie 897 der Firma Karl Schäfer Omnibusreisen verbindet den Ort mit Mechernich und Voißel. Die Fahrten verkehren überwiegend als TaxiBusPlus im Bedarfsverkehr.
| Linie | Verlauf |
| ----- | --- |
| 897   | MiKE (außer im Schülerverkehr): (Roggendorf – Denrath – Wallenthal –) Voißel – Wielspütz – Bergbuir – Bleibuir – Bescheid – Lückerath – Schützendorf – (Denrath –) Strempt – Mechernich Bf – Mechernich Stiftsweg |